# Проникающие ранения головы
Проникающие ранения головы, открытые ранения головы — это ранения головы, при которых нарушается целостность твёрдой мозговой оболочки, наиболее поверхностной оболочки головного мозга. Проникающие ранения могут быть вызваны быстро движущимися снарядами или медленно движущимися предметами вроде ножей, а также фрагментами костей при переломе черепа, которые смещаются в сторону мозга. Сквозное ранение головы — это вид проникающего ранения, в котором травмирующий объект проходит сквозь голову и оставляет выходное отверстие. Повреждения головы, вызванные проникающими ранениями, являются тяжелыми состояниями и могут привести к стойкой инвалидности или смерти.

## Механизмы

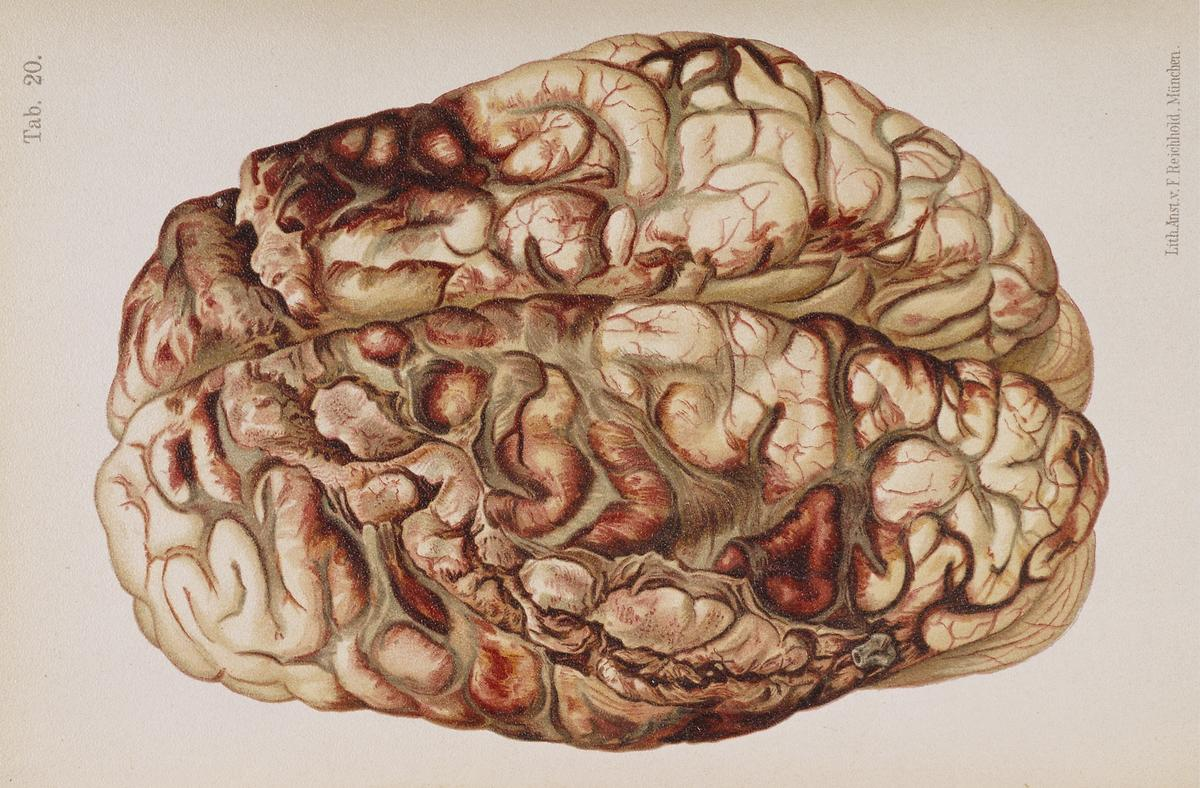
Иллюстрация мозга после «окружающего» огнестрельного ранения, показывающая структуру раны, вызванной перемещением пули

При проникающих ранениях от быстро движущихся снарядов повреждения могут происходить не только из-за первоначального размозжения и раздавливания тканей мозга, но также и из-за последующей кавитации. Такие снаряды вращаются в раневом канале и могут вызвать ударную волну, которая, в свою очередь, вызывает протяжённые раны, формируя впадину, которая в 3—4 раза больше в диаметре, чем сам травмирующий объект. Хотя эти впадины уменьшаются в размере, как только воздействие заканчивается, ткани, которые были сжаты при кавитации, остаются повреждёнными. Поврежденные участки мозга могут исходить из входного или выходного отверстия раны либо собираться напротив сторон сформированной снарядом впадины.
Медленно движущиеся объекты обычно вызывают повреждения в районе черепных височных костей или глазниц, где кости тоньше и, поэтому, скорее всего сломаются. Урон от таких повреждений привязан к тракту колотой раны, так как медленные объекты не создают такой большой кавитации. Тем не менее, низкоскоростные объекты, такие как медленные пули, могут отскакивать внутри черепа от его костей, продолжая наносить повреждения, пока они не остановятся.

## Патофизиология
Хотя проникающие ранения имеют больший риск инфицирования, в некоторых аспектах они схожи с такими закрытыми черепно-мозговыми травмами, как ушиб головного мозга и внутричерепное кровоизлияние. Как и при закрытых ранениях головы, повышается внутричерепное давление по причине отёка мозга или кровотечения, возможно раздавливание мягких тканей мозга. Большинство смертей от проникающих ранений вызывается повреждением кровеносных сосудов, внутричерепными гематомами и ишемией, которые затем могут привести к биохимическому каскаду, называемому ишемическим каскадом. Ранение в проникающих травмах мозга большей частью локальное, то есть головной мозг повреждается на ограниченном участке.
Изучение с помощью позитронно-эмиссионной томографии показало, что такие изменения в мозговом кровотоке, как ишемия и сосудистый спазм, могут следовать за проникающим ранением головы. Эти изменения могут продолжаться в течение двух недель. Течение ишемического каскада при проникающем ранении головы схоже с метаболическими процессами, сопряжёнными с иными травмами головы. Иногда при проникающих ранениях головной мозг выпускает тромбопластин, который может привести к проблемам с образованием тромбов.
В то время как тупая травма головы не имеет риска шока из-за кровоизлияния, проникающие травмы головы его имеют.

## Диагностика и лечение

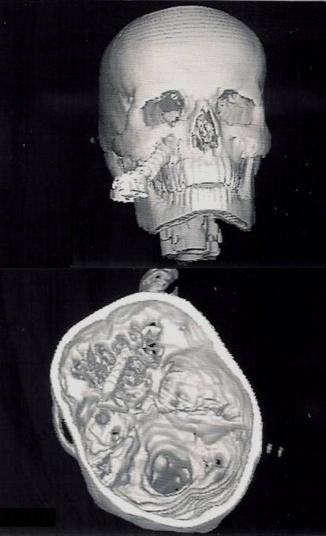
Трёхмерная компьютерная томограмма. Проникающее ранение головы отвёрткой

Пациент с проникающим ранением головы может быть оценён с помощью рентгеновского излучения, компьютерной томографии или магнитно-резонансной томографии, однако, в последнем случае проникающий объект не должен обладать магнитными свойствами, так как магнитно-резонансная томография использует магнетизм и может сдвинуть объект, вызывая дальнейшие повреждения.
Возможно хирургическое вмешательство для санации (очищения организма от мертвых тканей), восстановления органов и тканей либо уменьшения чрезмерного внутричерепного давления, которое проверяется и поддерживается в допустимых границах. Вводятся внутривенные жидкости и прилагаются усилия для поддержания высокого содержания уровня кислорода в крови.

## Прогноз
Тяжесть ранения напрямую зависит от кинетической энергии, скорости, массы, калибра пули, а так же места попадания и прохождения пули. Так, например, почти нет выживших от ранений крупнокалиберными высокоскоростными пулями вроде .50 BMG, ранений винтовками калибром 7 мм и более. Ранения дробовыми ружьями, автоматами (кал. 5.56), крупнокалиберными пистолетами (вроде .50 AE) так же зачастую не совместимы с жизнью, и (или) оставляют тяжелые увечья. Более благоприятный прогноз дают ранения средними пистолетными пулями с относительно невысокой кинетической энергией и скоростью вроде 9 × 18 мм ПМ, 9 × 19 мм Парабеллум. Наиболее благоприятный прогноз при ранениях мелкокалиберными пулями с малой кинетической энергией и скоростью вроде 6,35 × 15 мм Браунинг, .22 Long Rifle. Проникающее ранение от любого снаряда вроде пули смертоносно в 92 % случаев. По этой причине огнестрельное оружие является причиной наибольшего количества связанных с ранами смертельных случаев. Сквозные ранения имеют гораздо худший прогноз.
Проникающие ранения головы могут стать причиной ухудшения или потери способностей, управляемых частями мозга, которые были повреждены. Известным примером является Финеас Гейдж, чья личность, по-видимому, изменилась после проникающего ранения его лобной(ых) доли(ей).
Люди с субарахноидальным кровоизлиянием, мидриазом, респираторным дистресс-синдромом или церебральным сосудистым спазмом при проникающем ранении головы более вероятно имеют худшее течение.
Люди с проникающим ранением головы могут иметь осложнения в виде острого респираторного дистресс-синдрома, ДВС-синдрома или неврогенного отёка лёгких. До половины пациентов с проникающими ранениями головного мозга получают  Post-traumatic epilepsy.
Существуют счастливые случаи, например, в 2009 году женщина из Миссисипи выжила после сквозного ранения головы 9-миллиметровой пулей, выпущенной из пистолета. Её состояние было таким, что она смогла предложить чай прибывшей полиции. Людвиг Бек не смог застрелиться с двух попыток, попав себе в голову оба раза.
Борис Петрович Бутаков, ставший известным советским мультипликатором, выжил после пулевого ранения головы.